# Ron Ellis (Eishockeyspieler)
Ronald John Edward „Ron“ Ellis (* 8. Januar 1945 in Lindsay, Ontario; † 11. Mai 2024 in Belleville, Ontario) war ein kanadischer Eishockeyspieler, der im Verlauf seiner aktiven Karriere zwischen 1960 und 1981 unter anderem 1.104 Spiele für die Toronto Maple Leafs in der National Hockey League (NHL) auf der Position des rechten Flügelstürmers bestritten hat. Mit den Maple Leafs gewann er im Jahr 1967 den Stanley Cup.

## Karriere
Ron Ellis begann seine Karriere als Eishockeyspieler bei den Toronto Marlboros, für die er von 1960 bis 1964 in der Ontario Hockey Association spielte und mit denen er in seiner letzten Spielzeit dort 1964 den Memorial Cup gewann. In der Saison 1963/64 gab der Flügelspieler sein Debüt in der National Hockey League für die Toronto Maple Leafs, mit denen er 1967 den prestigeträchtigen Stanley Cup gewann. Nach der Saison 1974/75 verkündete Ellis zunächst sein Karriereende. Jedoch kehrte er 1977 – nach zwei Jahren Pause – zu den Maple Leafs zurück, für die er bis 1981 vier weitere Jahre auf dem Eis stand. In seiner Zeit bei den Maple Leafs nahm Ellis insgesamt vier Mal am NHL All-Star Game teil.
Nach seinem endgültigen Karriereende 1981 eröffnete Ellis zunächst ein Sportwarengeschäft. Ab 1986 litt Ellis an Depressionen, was ihn dazu veranlasste im Jahr 2002 zusammen mit Kevin Shea das Buch Over the boards: The Ron Ellis story zu veröffentlichen. Zudem arbeitete Ellis als Direktor für Öffentlichkeitsarbeit der Hockey Hall of Fame in Toronto. Ron Ellis starb am 11. Mai 2024 im Alter von 79 Jahren.

### International
Für Kanada nahm Ellis an der Summit Series 1972 sowie der Eishockey-Weltmeisterschaft 1977 in der österreichischen Landeshauptstadt Wien teil.

## Erfolge und Auszeichnungen
| - 1964 J.-Ross-Robertson-Cup-Gewinn mit den Toronto Marlboros - 1964 Memorial-Cup-Gewinn mit den Toronto Marlboros - 1964 Teilnahme am NHL All-Star Game - 1965 Teilnahme am NHL All-Star Game | - 1967 Stanley-Cup-Gewinn mit den Toronto Maple Leafs - 1968 Teilnahme am NHL All-Star Game - 1970 Teilnahme am NHL All-Star Game - 2005 Aufnahme in die Hall of Fame des kanadischen Sports (als Spieler des kanadischen Teams der Summit Series 1972) |

## Karrierestatistik

### International
Vertrat Kanada bei:
- Summit Series 1972
- Weltmeisterschaft 1977

(Legende zur Spielerstatistik: Sp oder GP = absolvierte Spiele; T oder G = erzielte Tore; V oder A = erzielte Assists; Pkt oder Pts = erzielte Scorerpunkte; SM oder PIM = erhaltene Strafminuten; +/− = Plus/Minus-Bilanz; PP = erzielte Überzahltore; SH = erzielte Unterzahltore; GW = erzielte Siegtore; 1 Play-downs/Relegation; Kursiv: Statistik nicht vollständig)